# Pseudobagarius filifer
Pseudobagarius filifer är en fiskart som först beskrevs av Ng och Walter J. Rainboth 2005.  Pseudobagarius filifer ingår i släktet Pseudobagarius och familjen Akysidae. IUCN kategoriserar arten globalt som otillräckligt studerad. Inga underarter finns listade i Catalogue of Life.